# Теэсалу, Лембит
Лембит Теэсалу (29 июля 1945, волость Падизе, Харью — 17 мая 2021, Таллин) — советский и эстонский авто- и мотогонщик, самый титулованный мотогонщик СССР.

## Как спортсмен
Начал обучение в спортивном обществе Трудовые резервы в 1961 году под руководством Йоханнеса Томсона.
В 1972—2004 годах 13 раз становился чемпионом Эстонской ССР и Эстонии по кольцевым гонкам на мотоциклах, а в 2003 году обладателем кубка, в 1965 году — чемпионом Эстонской ССР по мотокроссу и в 1969 году — по зимнему мотокроссу (класс 175 см3).
В 1977 году стал чемпионом Эстонской ССР в автомобильной гонке «Формула-3».
18-кратный обладатель Гран-при Калев. Единственный спортсмен, выигрывавший Гран-при Калев как в классе автомобилей, так и в классе мотоциклов.
В 1963 году стал чемпионом СССР в мотогонках в классе 50 см 3. В 1966—1985 годах выиграл в общей сложности 30 медалей на чемпионатах СССР: 21 золотую, 6 серебряных и 3 бронзовых (125 см 3 А, 250 см 3 А, 350 см 3 А и 350 см 3 В в классе автомобилей).
В 1981 году занял 2-е место в классе 125 см 3 в серии Кубка Дружбы коммунистических стран Восточной Европы на мотоциклетной трассе.

## Признание
- 1966 г. Мастер спорта СССР.
- 1977, 1979 и 1983 гг. Лучший технический спортсмен Эстонской ССР.
- 1978 г., мастер спорта СССР международного класса

## Семья
Брат — автогонщик Тыну Теэсалу.